# Championnat du monde de snooker à six billes rouges
Ne doit pas être confondu avec Championnat du monde de snooker.
Le championnat du monde de snooker à six billes rouges (en anglais Six-red World Championship) est un tournoi annuel de snooker organisé à Bangkok. 

## Règles
Ce tournoi adopte un format de jeu différent des autres tournois de snooker. Il emploie les règles du snooker à six billes rouges (en), une variante du snooker qui consiste à jouer avec seulement six billes rouges sur la table, alors que le jeu traditionnel se joue avec quinze billes rouges.

## Historique
Le tournoi apparaît en 2008 sous le nom de Six-red Snooker International (en français International de snooker à six billes) et rassemble 48 joueurs répartis en huit groupes (round-robin). Les quatre premiers de chaque groupe se qualifient ensuite pour un tournoi à élimination directe. L'organisation est alors assurée par la Confédération asiatique des sports de billard (en anglais ACBS). L'année suivante, il est renommé Six-red World Grand Prix (en français Grand Prix mondial à six billes rouges). Cette compétition est abandonnée en 2010 et remplacée par le championnat du monde à six billes rouges. Depuis la saison 2012-2013, elle est organisée par la WPBSA et se déroule chaque année à l'hôtel Montien Riverside de Bangkok.
En raison de la pandémie mondiale de coronavirus, les éditions 2020 et 2021 sont annulées. Le championnat revient dans la calendrier du circuit mondial de snooker pour la saison 2022-2023.  
Mark Davis, Stephen Maguire et Ding Junhui co-détiennent le record de victoires, avec deux titres chacun. Le Chinois est d'ailleurs le tenant du titre.

## Palmarès
| Année                                                                            | Vainqueur                                                                        | Finaliste                                                                        | Score                                                                            | Saison                                                                           |
| Internationaux de snooker à six billes rouges (non classé, événement alternatif) | Internationaux de snooker à six billes rouges (non classé, événement alternatif) | Internationaux de snooker à six billes rouges (non classé, événement alternatif) | Internationaux de snooker à six billes rouges (non classé, événement alternatif) | Internationaux de snooker à six billes rouges (non classé, événement alternatif) |
| -------------------------------------------------------------------------------- | -------------------------------------------------------------------------------- | -------------------------------------------------------------------------------- | -------------------------------------------------------------------------------- | -------------------------------------------------------------------------------- |
| 2008                                                                             | Ricky Walden                                                                     | Stuart Bingham                                                                   | 8–3                                                                              | 2008-2009                                                                        |
| Grand prix mondial à six billes rouges (non classé, événement alternatif)        |                                                                                  |                                                                                  |                                                                                  |                                                                                  |
| 2009                                                                             | Jimmy White                                                                      | Barry Hawkins                                                                    | 8–6                                                                              | 2009-2010                                                                        |
| Championnat du monde à six billes rouges (non classé, événement alternatif)      |                                                                                  |                                                                                  |                                                                                  |                                                                                  |
| 2010                                                                             | Mark Selby                                                                       | Ricky Walden                                                                     | 8–6                                                                              | 2010-2011                                                                        |
| 2012                                                                             | Mark Davis                                                                       | Shaun Murphy                                                                     | 8–4                                                                              | 2012-2013                                                                        |
| 2013                                                                             | Mark Davis (2)                                                                   | Neil Robertson                                                                   | 8–4                                                                              | 2013-2014                                                                        |
| 2014                                                                             | Stephen Maguire                                                                  | Ricky Walden                                                                     | 8–7                                                                              | 2014-2015                                                                        |
| 2015                                                                             | Thepchaiya Un-Nooh                                                               | Liang Wenbo                                                                      | 8–2                                                                              | 2015-2016                                                                        |
| 2016                                                                             | Ding Junhui                                                                      | Stuart Bingham                                                                   | 8–7                                                                              | 2016-2017                                                                        |
| 2017                                                                             | Mark Williams                                                                    | Thepchaiya Un-Nooh                                                               | 8–2                                                                              | 2017-2018                                                                        |
| 2018                                                                             | Kyren Wilson                                                                     | Ding Junhui                                                                      | 8–4                                                                              | 2018-2019                                                                        |
| 2019                                                                             | Stephen Maguire (2)                                                              | John Higgins                                                                     | 8–6                                                                              | 2019-2020                                                                        |
| 2023                                                                             | Ding Junhui (2)                                                                  | Thepchaiya Un-Nooh                                                               | 8–6                                                                              | 2022-2023                                                                        |

## Bilan par pays
| Pays           | Joueurs | Total | Premier titre | Dernier titre |
| -------------- | ------- | ----- | ------------- | ------------- |
| Angleterre     | 5       | 6     | 2008          | 2018          |
| Écosse         | 1       | 2     | 2014          | 2019          |
| Chine          | 1       | 2     | 2016          | 2023          |
| Thaïlande      | 1       | 1     | 2015          | 2015          |
| Pays de Galles | 1       | 1     | 2017          | 2017          |